# Concierto para violonchelo en re menor (Cassadó)
El Concierto para Violonchelo y orquesta en re menor de Gaspar Cassadó se estrenó en 1926 por Cassadó y Pablo Casals, a quien la obra fue dedicada.
Esta pieza, al igual que la Suite para violonchelo solo, tiene elementos de la música popular española, oriental, e impresionista. Gaspar Cassadó estudió composición con Maurice Ravel. Se pueden encontrar reminiscencias de la "Música de carnaval" raveliana en el segundo tema del primer movimiento. El segundo movimiento es un tema con variaciones. Un attacca conduce a un rondó pentatónico.

## Grabaciones
- Martin Ostertag, violonchelo. Con la Orquesta Sinfónica de la SWR de Baden-Baden y Friburgo dirigida por Werner Stiefel.